# Helmut W. Banz
Helmut W. Banz (* 21. Februar 1941 in Wolfsburg; † 14. März 2012 in Köln) war ein deutscher Filmkritiker, Autor und Schauspieler. Von 1970 bis 2001 war er mit Gert Berghoff Betreiber der Cinemathek Köln.

## Leben
Helmut W. Banz engagierte sich in den 1960er Jahren im studentischen Filmklub der Universität zu Köln. Später war er Mitglied der Arbeitsgemeinschaft für Filmfragen (AGF), aus der 1967 die Cinemathek-Gruppe hervorging, die zunächst unregelmäßig im Wallraf-Richartz-Museum Filme zeigte. 1970 gründete Banz gemeinsam mit Gert Berghoff und Alice Goetz als private Initiative den Cinemathek Köln e. V., der ab 1971 im Wallraf-Richartz-Museum seine regelmäßige Spielstätte fand. Den Grundstock des filmhistorischen Programms der Cinemathek bildete eine von Banz, Berghoff und Goetz zusammengetragene umfangreiche Filmsammlung, die seit 2008 vom Filmmuseum Düsseldorf verwahrt wird.
Banz schrieb ab Mitte der 1970er Jahre Filmkritiken für die Kölnische Rundschau, den Kölner Stadt-Anzeiger, Die Zeit und die kurzlebige Filmzeitschrift Filme.
Ab 1986 befand sich die Cinemathek im Kölner Museum Ludwig. 2001 musste die Cinemathek eingestellt werden, nachdem sie ihren bisherigen Spielplatz im Museum verloren hatte; kurz darauf verstarb Gert Berghoff. Danach engagierte sich Banz ehrenamtlich im Kölner Filmclub 813, wo er über die Jahre verschiedene Film-Programme konzipierte.
Helmut W. Banz starb nach langer Krankheit am 14. März 2012 im Alter von 71 Jahren in Köln und wurde auf dem Melaten-Friedhof beigesetzt. Sein Nachlass wird vom Filmmuseum Düsseldorf verwahrt.

## Filmografie
Schauspieler
- 2005: Die Quereinsteigerinnen
- 2010: Wellenreiter (Kurzfilm)
- 2010: Long Live the People of the Revolution
- 2013: Café Kontakt (Kurzfilm)

Drehbuch/Dramaturgie
- 1984: Ende des Imaginären (auch Regie)
- 2006: Der Photograph
- 2008: Tod im Sommer
- 2010: Long Live the People of the Revolution
- 2012: 10 PM Lincoln Boulevard

## Herausgeberschaften
- Alice Goetz, Helmut W. Banz: Luis Bunuel – Eine Dokumentation. Mannheim: Verband der deutschen Filmclubs e. V. 1965.
- Helmut W. Banz, Ruth C. Häuber: Aus der Traumfabrik. Die Kunst der Filmphotographie; Photographien aus dem Filmhistorischen Bildarchiv Peter W. Engelmeier, München. Köln, Museum Ludwig, 1990.